# Raven Wilkinson
Raven Wilkinson   (Nova York, 2 de novembre de 1935 - Manhattan, 17 de desembre de 2018) va ser una ballarina nord-americana, primera dona afroamericana en ballar per una companyia de primer nivell de ballet clàssic. Wilkinson va trencar la barrera del color el 1955 quan va signar un contracte per ballar a temps complet amb el Ballet Rus de Montecarlo. Va ser ascendida a solista durant la seva segona temporada amb la companyia, on va romandre durant sis anys. Més tard, Wilkinson es va convertir en mentora de la ballarina principal nord-americana Misty Copeland, presentant-la al premi Dance Magazine 2014.